# Poritia philota
Poritia philota är en fjärilsart som beskrevs av William Chapman Hewitson 1874. Poritia philota ingår i släktet Poritia och familjen juvelvingar. Inga underarter finns listade i Catalogue of Life.

## Bildgalleri

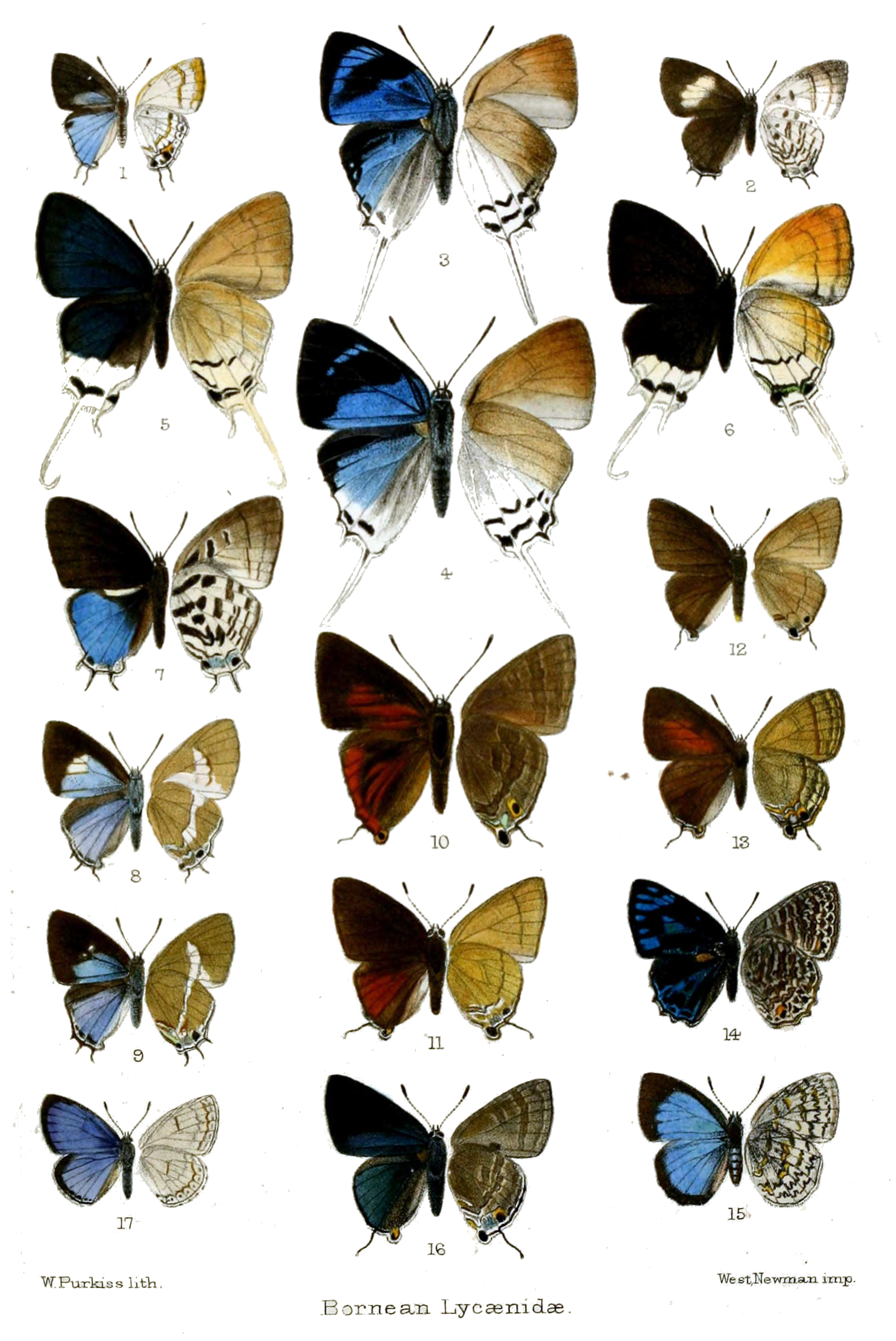
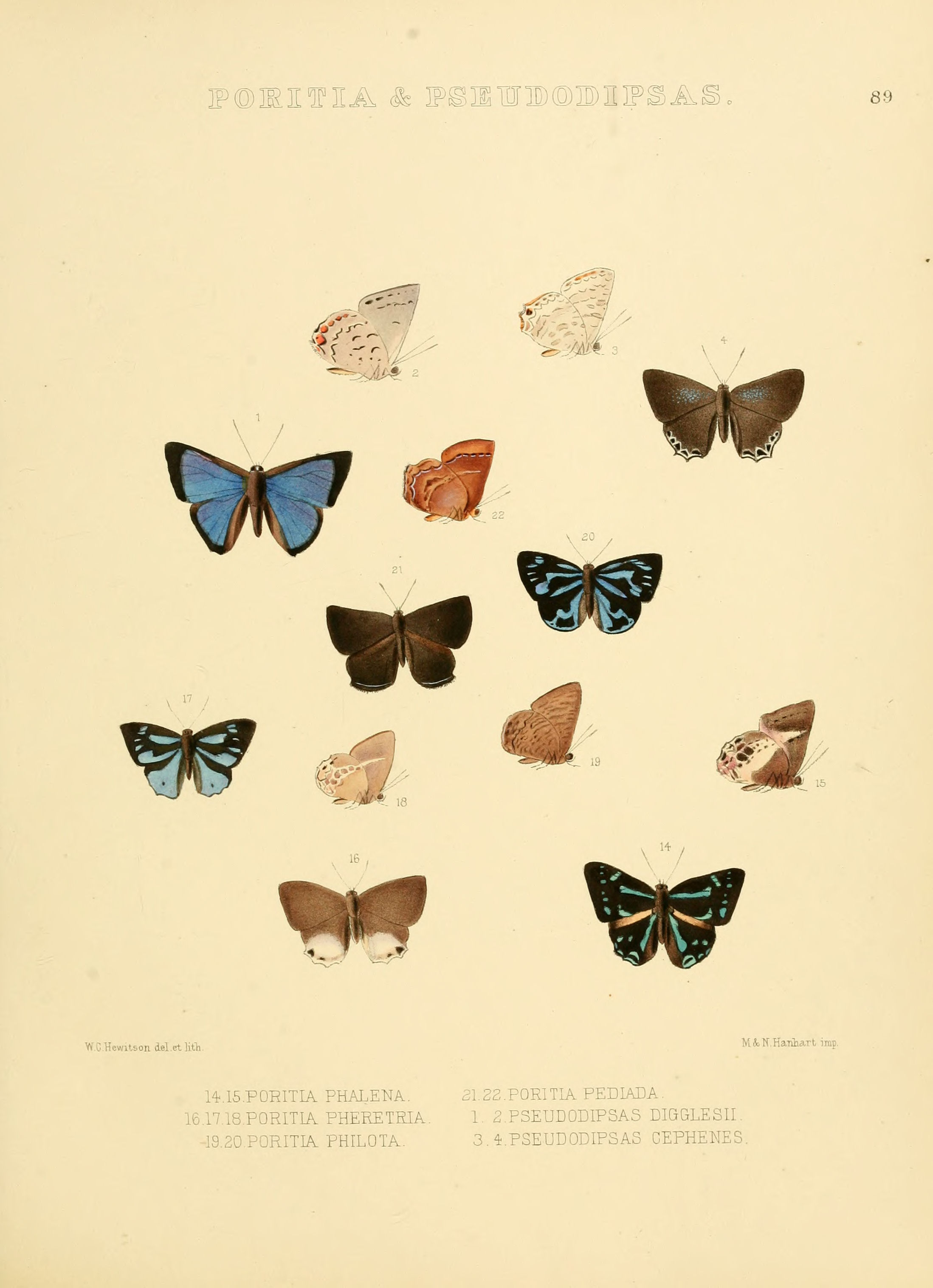
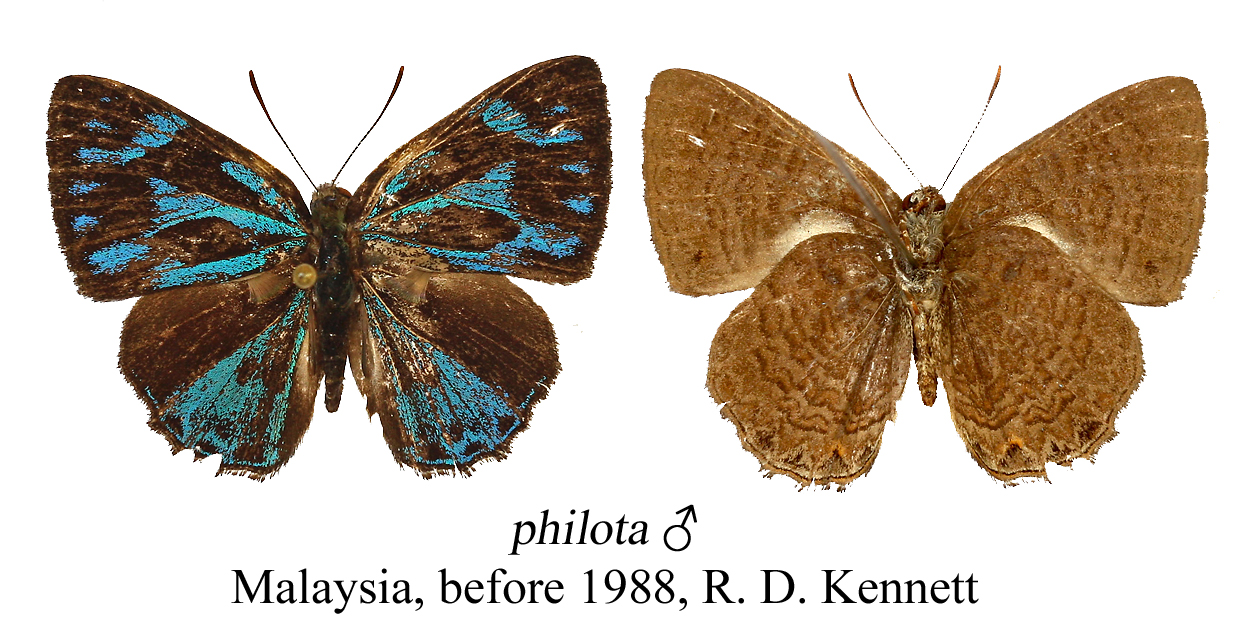
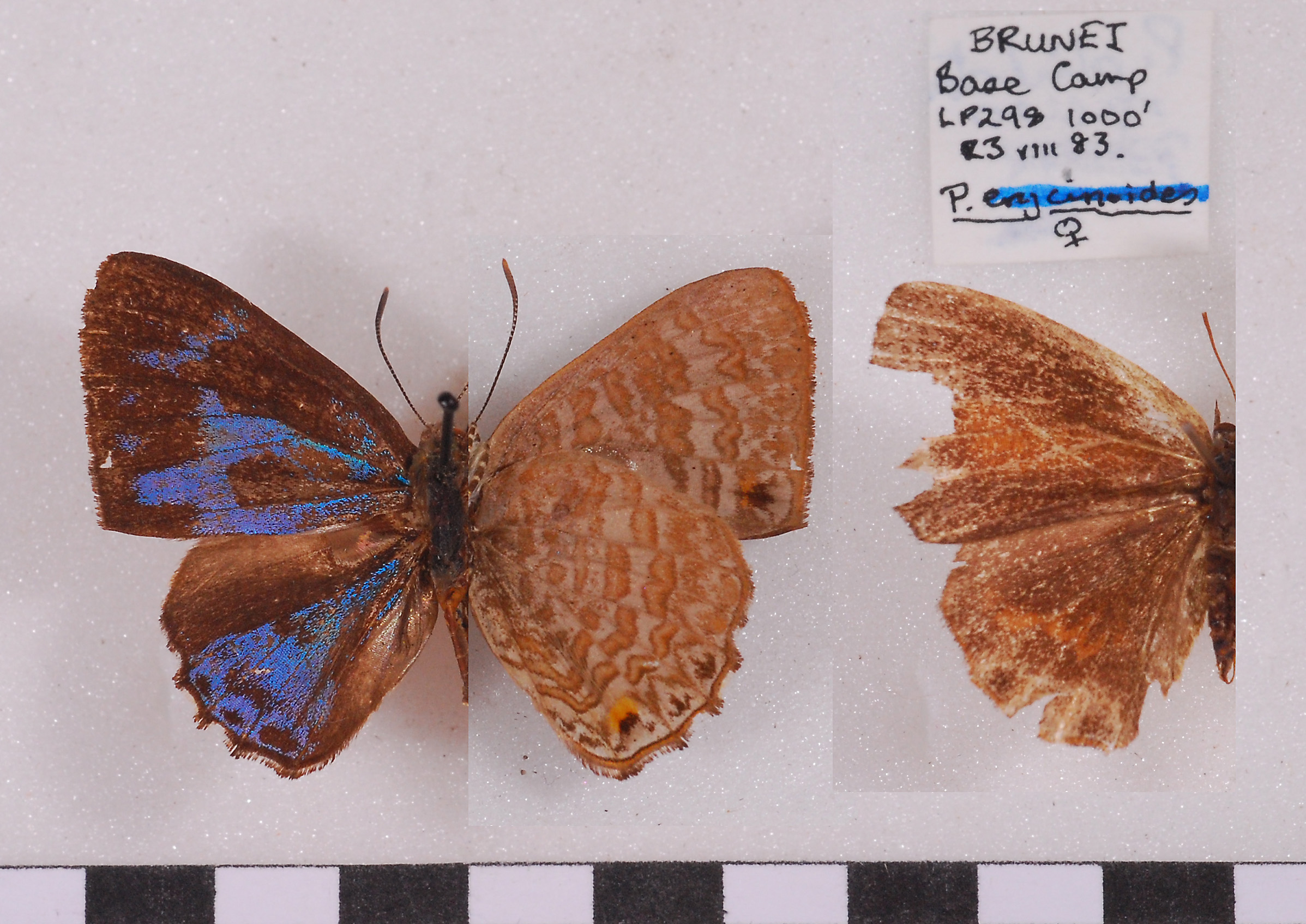